# Thomas von Villach
Thomas von Villach, vlastním jménem Thomas Artula, (česky Tomáš z Villachu,  kolem 1440 Arnoldstein-Thörl-Maglern, kolem 1523 Villach) byl rakouský malíř pozdní gotiky, věnoval se především malbě chrámových cyklů fresek a deskových obrazů ve Villachu a jeho okolí. Vedl velkou dílnu. 

## Život
Tomáš se kolem roku 1455 učil malířem ve Villachu v dílně Friedricha von Villach, stal se jeho pokračovatelem a spolutvůrce regionální Vilašské školy. Italské vlivy v jeho malbě vedly k otázkám po jeho možném školení v Itálii, v pozdní tvorbě byl poučen také nizozemskou malbou. Jeho obrazy se vyznačují vyváženou a Ve Villachu a jeho okolí působil po celou svou kariéru, nejdále se dostal do tyrolského Bolzana. Je považován za nejvýznamnějšího malíře deskových i nástěnných maleb pozdní gotiky v Korutanech. Od roku 1520 přes svůj vysoký věk nastoupil ve Villachu do úřadu městského soudce. 
O Tomášově povaze se zachovalo dobové svědectví, jak je zapsal sekretář biskupa z Caorle, Paolo Santonino roku 1486:
 Malíř je občanem Villachu, vyučil se tam svému umění a stárl s ním. Je to nevysoký muž s klidným výrazem a upřímnou myslí. Je chudý, říká se, že často dává svou práci zadarmo, protože nestíhá ty, kteří mu odmítají za jeho dílo platit.

## Dílo (výběr)
- Filiální kostel sv. Jiří v Gerlamoos: fresky na severní stěně ve třech pásech pod sebou: Christologický cyklus, Svatojiřský cyklus, Panna Marie Ochranitelka  s věřícími pod pláštěm
- Obraz zemského moru, katedrála Štýrský Hradec (1485)
- Klečící Engelbert I. ze Sponheimu, markrabě  Istrie a jeho žena se svými svatými patrony a rodovými erby - freska s portréty donátorů bývá hodnocena jako nejbližší italské renesanci; navazuje na ni cyklus fresek v kolegiátním kostele sv. Pavla v klášteře benediktinů St. Paul im Lavanttal (1493)
- deskové obrazy: Villach, Klagenfurt, Bolzano, mj. obraz legendárního korutanského vévody Domitiana, který údajně žil kolem roku 800
- Šest svatých patronů (Městské muzeum Villach), Oplakávání a další deskové obrazy (Zemské muzeum Korutan)
- Christologický cyklus fresek, farní kostel sv. Ondřeje, Thörl-Maglern, (Steinfeld, okres Spittal an der Drau), (kolem 1500)

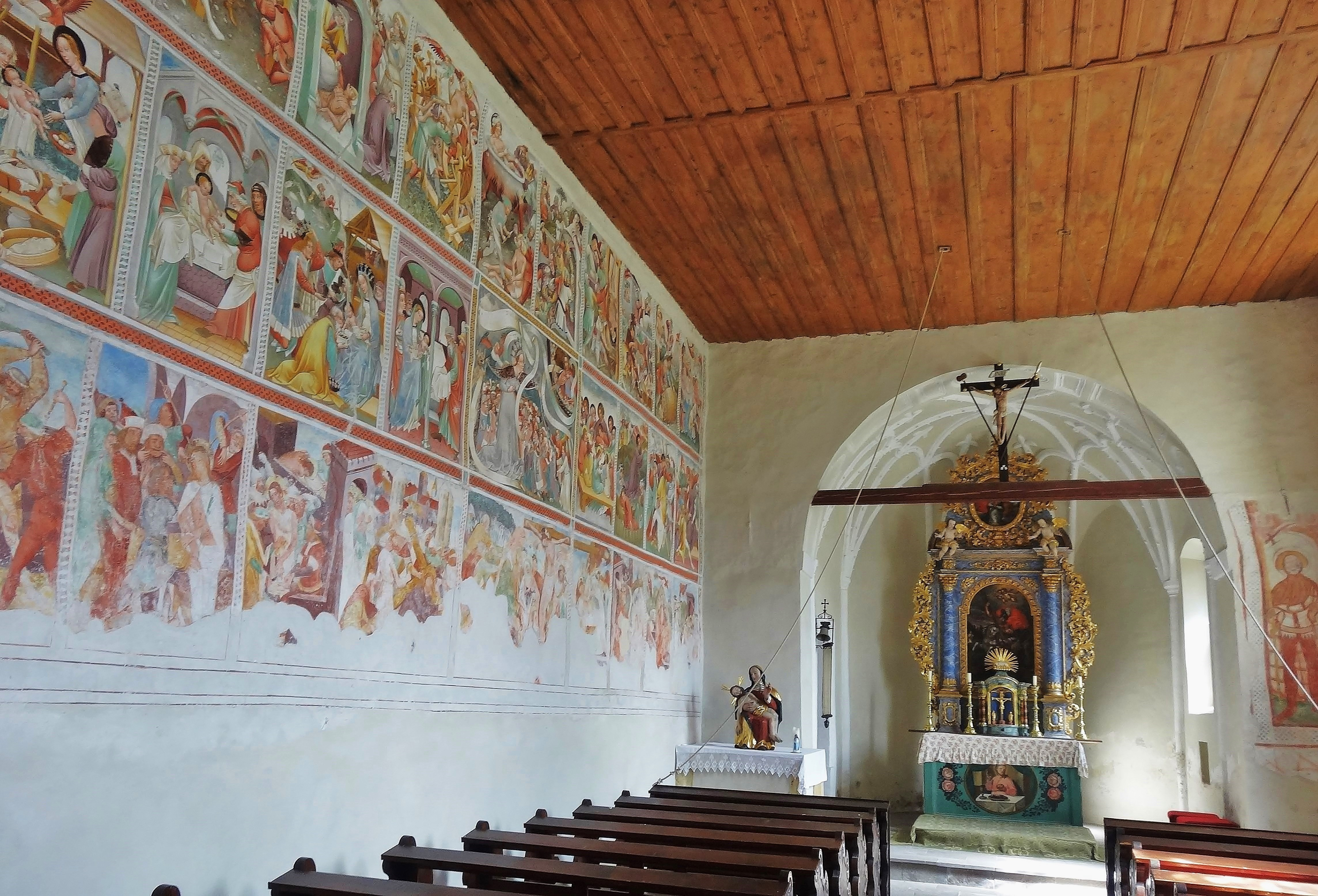
Cyklus maleb v Gerlamoosu
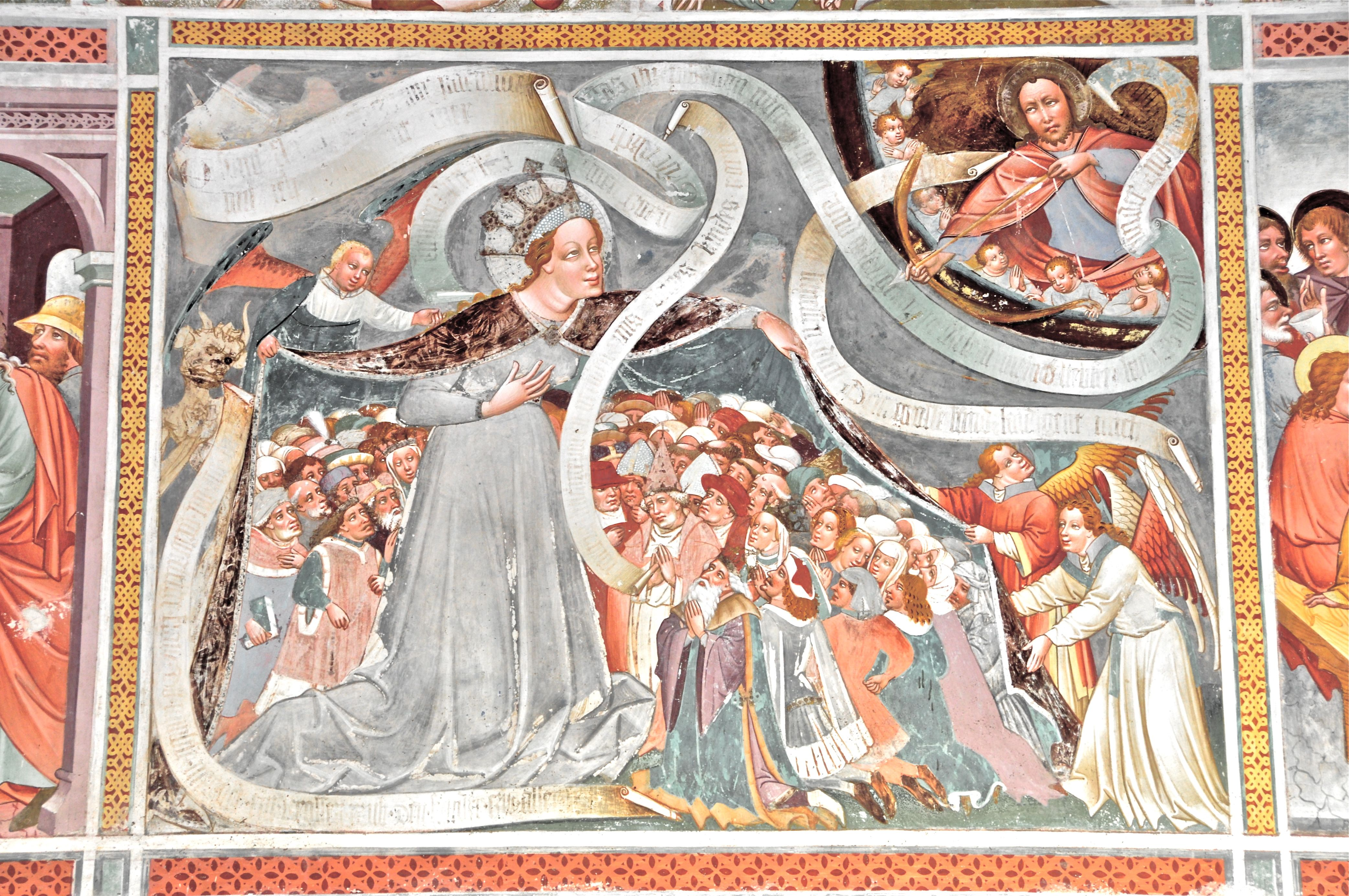
P. Maria Ochraniterlka, Gerlamoos
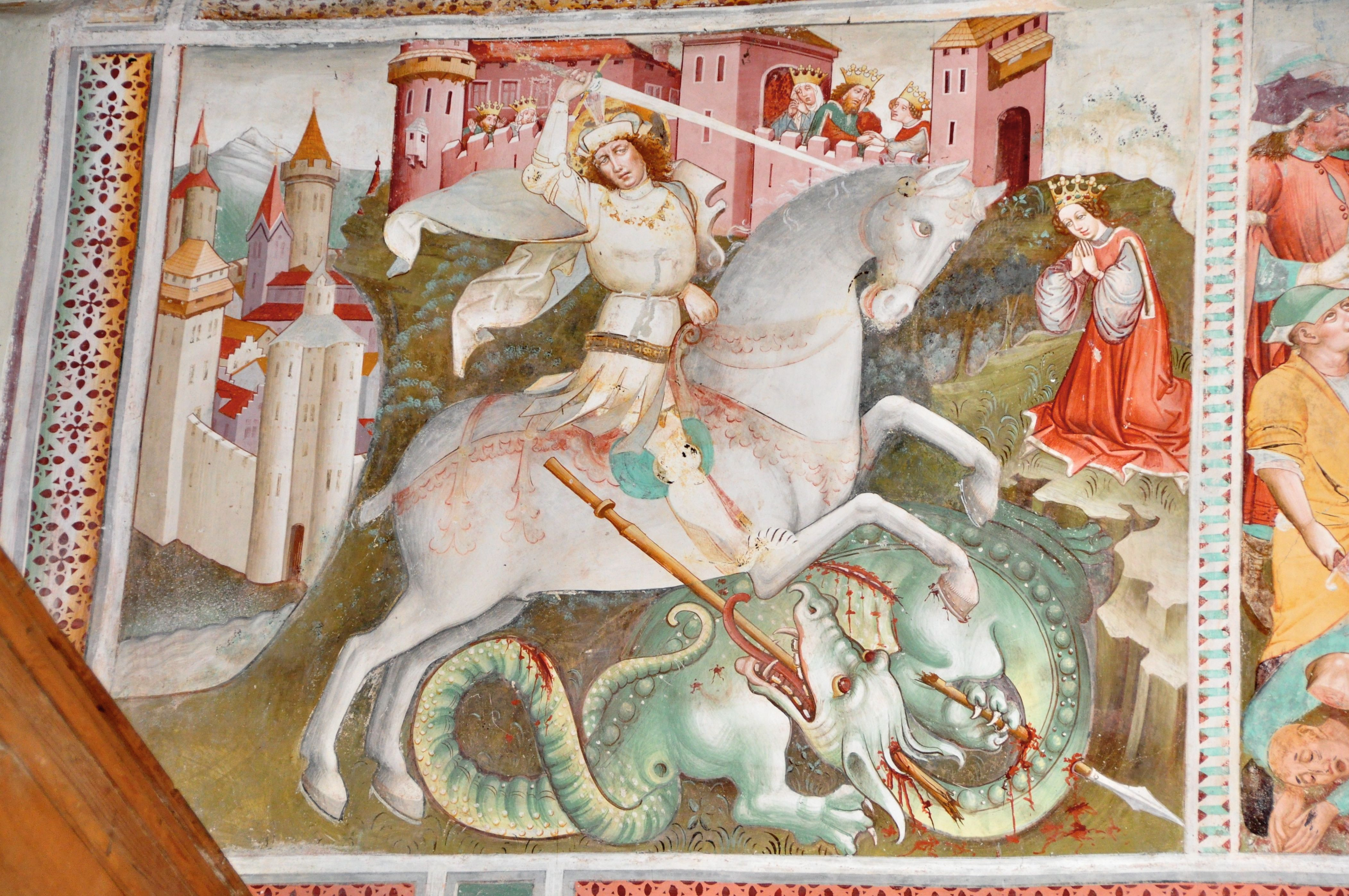
Zápas sv. Jiří s dakem, Gerlamoos
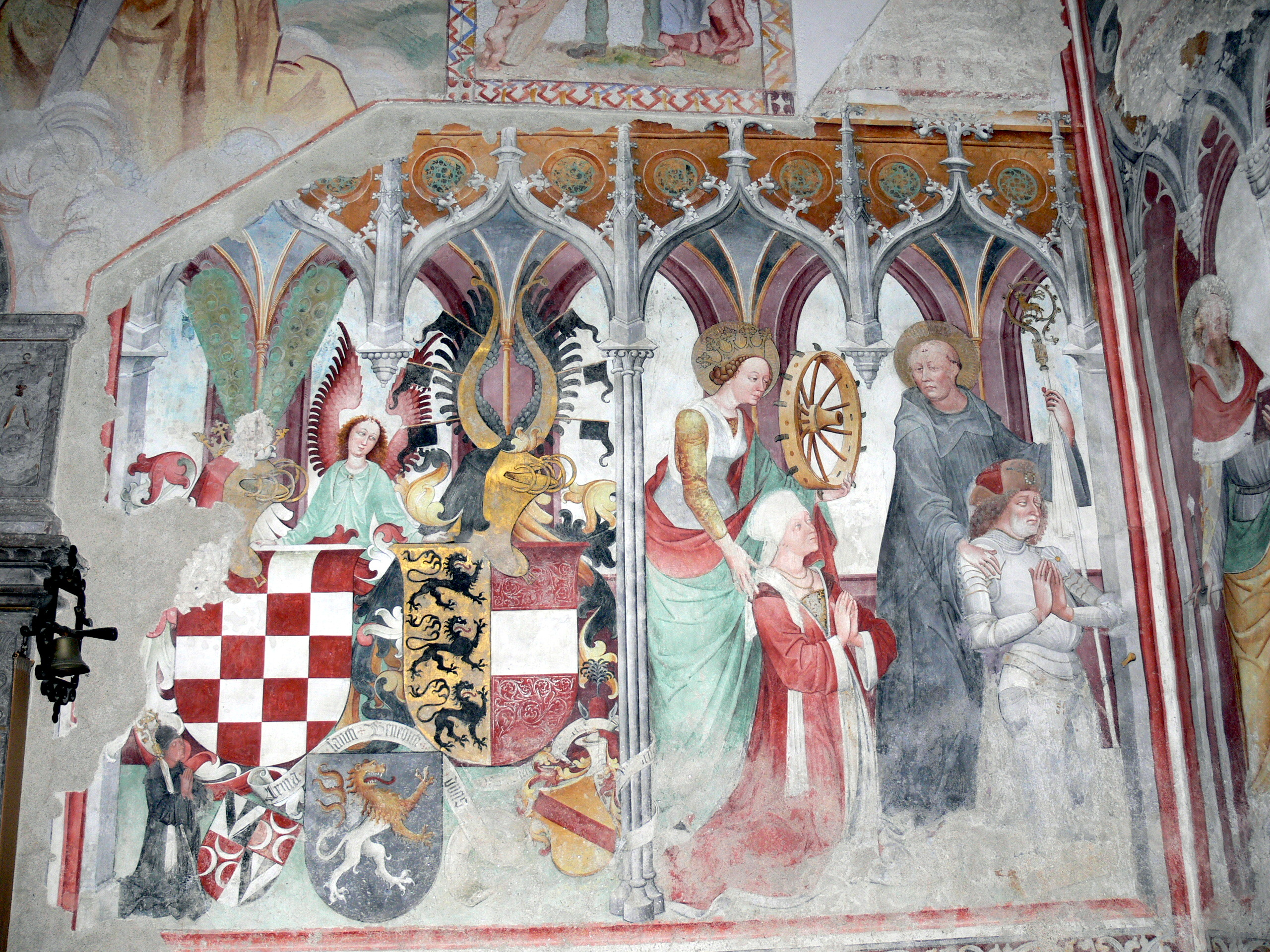
Donátoři s patrony, St. Paul im Lavanttal
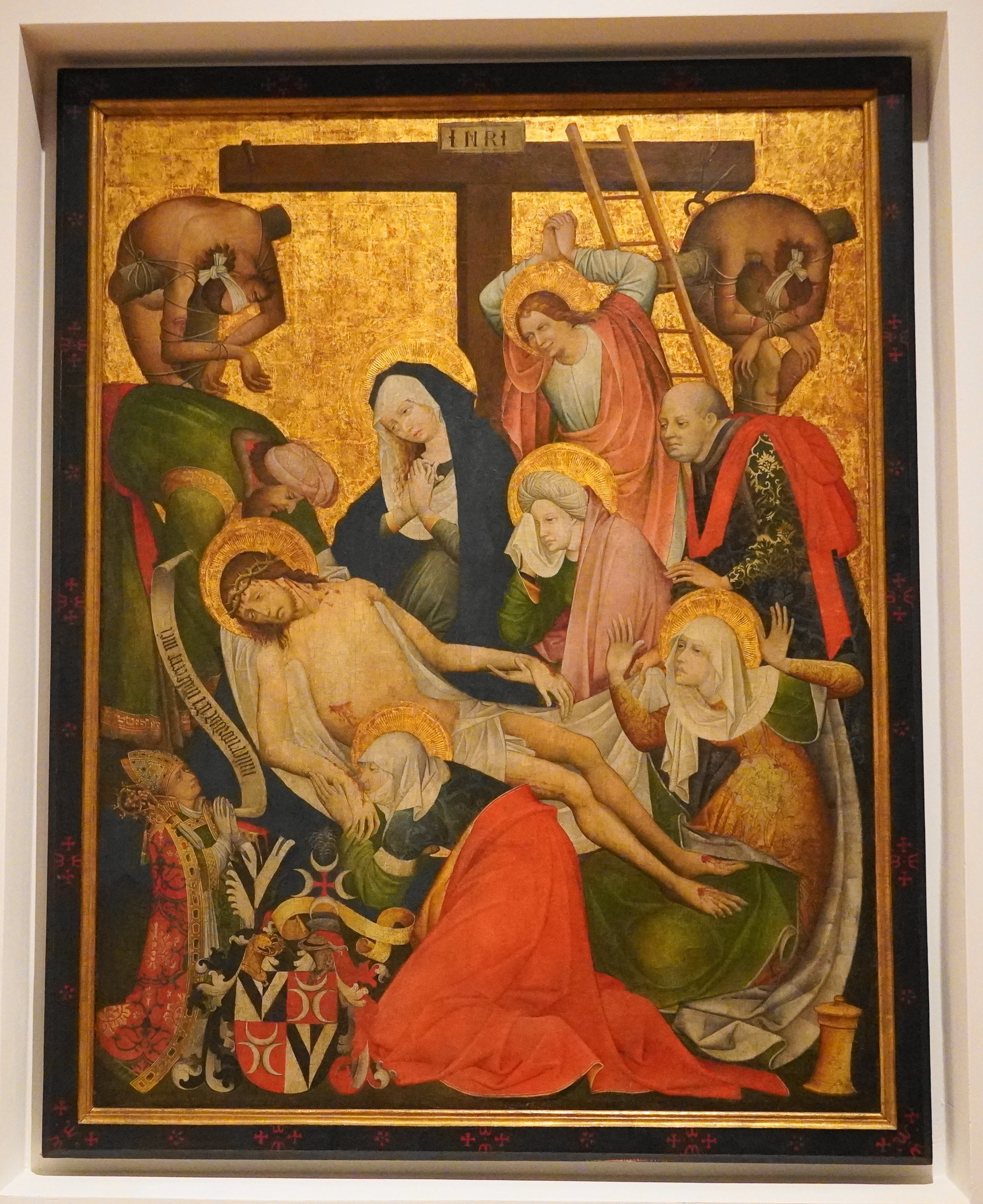
Oplakávání
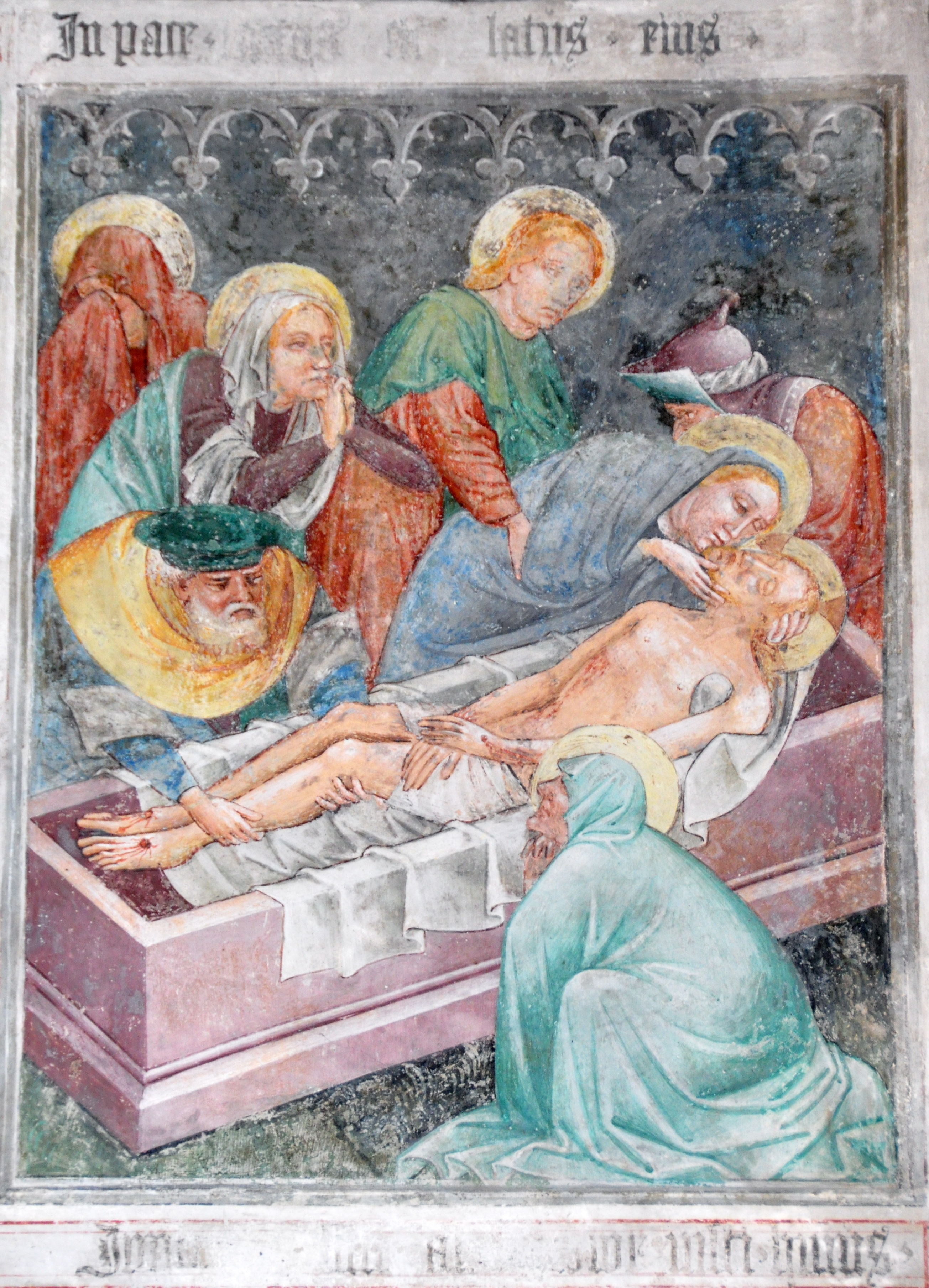
Kladení Krista do hrobu, Thörl